# Hvozdnice (okres Praha-západ)
Hvozdnice (německy Wosnitz, dříve také Hvoznice či Hoznice; podle ÚJČ je název pomnožný) je obec v okrese Praha-západ ve Středočeském kraji, asi 26 km jižně od Prahy. Žije zde 588 obyvatel.

## Historie
První písemné zmínka o existenci obce pochází z roku 999, kdy byla obec uvedena jako majetek ostrovského kláštera v jeho zakládací listině. Povinností obce tehdy bylo zásobování kláštera dřevěným uhlím. Ve 13. století spravovali Hvozdnice Benešovici. Byly součástí Podbrdského kraje. Po bitvě na Moravském poli byl kraj napaden Branibory, ostrovský klášter a jeho okolí vyloupeno a obyvatelstvo povražděno. V roce 1282 postihl kraj hladomor a v roce 1309 území zpustošili Bavoři. Z roku 1310 je ve stvrzovací bule papeže Klimenta V. opět zmínka o Hvozdnicích jako o dávném majetku ostrovského kláštera. Klášter obec vlastnil až do husitských válek, za kterých byl v roce 1420 z hvozdnického vrchu Žižkova ostřelován houfnicemi. O rok později se Hvozdnic zmocnil feudál Jakoubek ze Řitky.
Po třicetileté válce byla obec ve velice špatném stavu. Podle sčítání obyvatel z roku 1651 měla obec v té době pouze 19 dospělých obyvatel. V roce 1657 vykoupil obec zpět pro ostrovský klášter jeho opat Matouš Ferdinand Zoubek. V letech 1713 a 1771–1773 byla oblast stižena morem. V roce 1785 (za vlády Josefa II.) byl ostrovský klášter zrušen a jeho jmění včetně obcí převzala Koruna královská.
Ústavou ze 4. března 1849 byly zřizovány místní obce dle katastrálního území. Nad samosprávou obcí vznikl nový státní útvar – politický okres v čele s okresním hejtmanem. Hvozdnice patřily pod správní území Zbraslavsko a v roce 1849 bylo v obci napočítáno 295 obyvatel. V roce 1891 zakoupil obec hrabě Bedřich z Westphalenu a Fürstenbergu.
V roce 1910 byla dokončena budova obecní školy ve Hvozdnici a došlo ke zřízení dvoutřídní školy. Do té doby chodily hvozdnické děti do školy do Davle. Obec Hvozdnice až do roku 1918 spadala pod smíchovský okres. Po vyhlášení samostatné Československé republiky roku 1918 patřila obec pod okresní úřad Praha-venkov a okresní soud Zbraslav. Roku 1945 se obec stala součástí Středočeského kraje a správou i soudem příslušela okresu Praha-západ. Po roce 1948 se název kraje změnil na Pražský a název okresu na Praha-jih. V roce 1955 byla zahájena pravidelná autobusová doprava projíždějící Hvozdnicemi.
V září 1986 byla pro malý počet žáků uzavřena hvozdnická škola. Po rekonstrukci se v roce 2010 znovu otevřela jako školka.
V obci jsou ulice pojmenovány a označeny názvem, avšak tyto názvy nejsou evidovány v Registru územní identifikace, adres a nemovitostí a adresy k nim nejsou oficiálně přiřazeny.

## Obecní správa

### Části obce
- Hvozdnice (k. ú. Hvozdnice)

Sousedními obcemi sídla jsou Líšnice, Bojanovice, Čisovice, Davle a Štěchovice.

### Územněsprávní začlenění
Dějiny územněsprávního začleňování zahrnují období od roku 1850 do současnosti. V chronologickém přehledu je uvedena územně administrativní příslušnost obce v roce, kdy ke změně došlo:
- 1850 země česká, kraj Praha, politický okres Smíchov, soudní okres Zbraslav[6]
- 1855 země česká, kraj Praha, soudní okres Zbraslav
- 1868 země česká, politický okres Smíchov, soudní okres Zbraslav
- 1927 země česká, politický okres Praha-venkov, soudní okres Zbraslav[7]
- 1939 země česká, Oberlandrat Praha, politický okres Praha-venkov, soudní okres Zbraslav[8]
- 1942 země česká, Oberlandrat Praha, politický okres Praha-venkov-jih, soudní okres Zbraslav[9]
- 1945 země česká, správní okres Praha-venkov-jih, soudní okres Zbraslav[10]
- 1949 Pražský kraj, okres Praha-jih[11]
- 1960 Středočeský kraj, okres Praha-západ
- 2003 Středočeský kraj, obec s rozšířenou působností Černošice

## Společnost

### Rok 1932
Ve vsi Hvozdnice (500 obyvatel, českobratrský kostel) byly v roce 1932 evidovány tyto živnosti a obchody: 2 hostince, kovář, 4 krejčí, 2 obuvníci, 12 rolníků, 2 řezníci, 5 obchodů se smíšeným zbožím, spořitelní a záložní spolek pro Hvozdnice, trafika, truhlář, obchod s uhlím.

## Obyvatelstvo

### Počet obyvatel
Počet obyvatel je uváděn za Hvozdnice podle výsledků sčítání lidu včetně místních části, které k nim v konkrétní době patří. Je patrné, že stejně jako v jiných menších obcích Česka počet obyvatel v posledních letech roste. V celé hvozdnické aglomeraci nicméně žije necelých 1 tisíce obyvatel.
| 1869 | 1880 | 1890 | 1900 | 1910 | 1921 | 1930 | 1950 | 1961 | 1970 | 1980 | 1991 | 2001 | 2011 |
| ---- | ---- | ---- | ---- | ---- | ---- | ---- | ---- | ---- | ---- | ---- | ---- | ---- | ---- |
| 305  | 308  | 348  | 382  | 414  | 440  | 479  | 501  | 482  | 418  | 359  | 278  | 302  | 463  |

| 1869 | 1880 | 1890 | 1900 | 1910 | 1921 | 1930 | 1950 | 1961 | 1970 | 1980 | 1991 | 2001 | 2011 |
| ---- | ---- | ---- | ---- | ---- | ---- | ---- | ---- | ---- | ---- | ---- | ---- | ---- | ---- |
| 46   | 49   | 53   | 66   | 68   | 70   | 101  | 260  | 146  | 138  | 121  | 173  | 180  | 205  |

## Doprava

### Dopravní síť
Do obce vedou silnice III. třídy.

### Autobusová doprava 2024
Autobusovou dopravu v obci Hvozdnice zajišťují společnosti Arriva Střední Čechy a Martin Uher. Obec je součástí Pražské integrované dopravy (PID). V obci se nachází zastávka Hvozdnice. Na silnici směrem do Bojanovic se nachází zastávka Hvozdnice,Chaty. Obec obsluhují autobusové linky 314, 361 a 390. Linka 314 začíná v Praze na Smíchovském nádraží a pokračuje ve směru Měchenice, Davle, Hvozdnice, Bojanovice, Bratřínov, Malá Lečice, Velká Lečice, Senešnice a Nová Ves pod Pleší. Autobusová linka 361 vede ze Smíchovského nádraží přes Měchenice, Davli, Štěchovice, Slapy, Buš, Čím, Korkyni, Nový Knín, Mokrovraty, Starou Huť a končí v Dobříši. Linka 390 vede opět ze Smíchovského nádraží a pokračuje ve směru Měřín, přičemž po trase obsluhuje Měchenice, Davli, Hvozdnici, Štěchovice, Slapy a Novou Rabyni a další vesnice.

### Železniční doprava 2024
Územím obce prochází jednokolejná regionální železniční trati 210 Praha–Vrané nad Vltavou–Dobříš, která byla uvedena do provozu v roce 1897. Stanice či zastávka na území obce nejsou. Těšně za územím hranice obce se nachází železniční zastávka Bojov. 